# Truvelo Armoury
Truvelo Armoury ou Truvelo Specialized Manufacturing (appelé simplement Truvelo) est une société sud-africaine spécialisée dans l'armement. Elle est une filiale de l'entreprise Truvelo spécialisée dans l'électronique. Truvelo est basé à Midrand, dans la banlieue de Johannesburg.

## Histoire
L'histoire commence en 1966 lorsque Frans-Joseph Gebert met au point un appareil capable de chronométrer instantanément la vitesse d'un véhicule. La société d'électronique Truvelo, association des mots True Velocity, est alors créée. Parallèlement, l'entreprise commence à produire des canons pour les armes des tireurs de la région.  
C'est seulement en 1994 que Truvelo se lance dans la conception et la production d'armes à feu complètes, s'installant à Midrand, dans la banlieue de Johannesbourg. La nouvelle société commence à produire des fusils de précision puis dévoile le fusil à pompe Neostead au mécanisme de fonctionnement novateur. 
Durant l'année 2011, des fusils de précision Truvelo sont photographiés entre les mains de combattants libyens alors que le pays est en pleine guerre civile. Le parti politique sud-africain Alliance Démocratique cite un rapport d'Amnesty International attestant que Truvelo a vendu un lot de fusils au régime de Mouammar Kadhafi en 2009.
En 2016, l'entreprise est intégrée à l'entité Truvelo Africa Mechanical en charge de tout le marché africain.
En difficulté financière, Truvelo Armoury voit son fondateur être remplacé par Heine van Niekerk et devient officiellement Truvelo Specialized Manufacturing. Relancé, l'armurier arrive à honorer les commandes passées par l'armée sud-africaine et à développer une nouvelle gamme d'armes.

## Production
Au début des années 2000, Truvelo présente un fusil à pompe original appelé Neostead NS2000. Il se caractérise par sa configuration bullpup et sa double alimentation par magasins tubulaires situés au-dessus du canon. Il est possible de passer d'un magasin à l'autre via un sélecteur et ainsi d'alterner le tir de munitions différentes. L'arme intéressa les SAS britanniques qui la testeront, mais ne donneront pas suite. L'arme se vendra en petite quantité sur le marché civil. 
En 2003, Truvelo rachète à Milkor la licence de production du pistolet-mitrailleur BXP et y apporte quelques modifications comme un nouvel extracteur et une simplification de l'assemblage pour le rendre moins coûteux à produire. L'arme sera surtout vendue en version semi-automatique à des sociétés de sécurité privées avant que le projet ne soit mis en sommeil.  
Truvelo entreprit également une modernisation assez profonde du fusil d'assaut Vektor R4 avec le Raptor qui possède un garde-main et une crosse redessinés, un nouveau sélecteur de tir, une poignée de transport sur le dos du boîtier de culasse et un mécanisme de fonctionnement améliorés pour limiter le recul et améliorer la précision . Disponible en version standard et à canon court, il était logiquement chambré en calibre 5.56x45mm OTAN, mais une version en 7.62x39 russe était également prévue. Faute d'intérêt des autorités sud-africaines et à l'étranger, le Raptor disparaît du catalogue.  
À la fin des années 1990, Truvelo présente le SR-50 (souvent appelé simplement Truvelo 50) chambré pour la cartouche de 12.7x99mm OTAN et destiné au tir anti-matériel et au contre-sniping. Son mécanisme à verrou à deux tenons est installé sur un châssis-poutre épuré. L'alimentation est assurée par des chargeurs détachables de cinq cartouches. Le canon flottant est terminé par un frein de bouche massif qui absorbe une partie du recul. Le SR-50 sera décliné en différents calibres comme le .308 Winchester, le .338 Winchester Magnum ou le .300 Lapua Magnum. Plusieurs de ces armes seront vendues à la Libye. Une version en calibre 20x82mm sera également développée pour le tir contre des cibles légèrement blindées ou fortifiées et capable de tirer des munitions anti-blindage (AP), anti-blindage incendiaire (API) ou hautement explosive (HE).   
En 2024, la production de Truvelo Armoury est répartie dans quatre catégories : Tactical (fusils d'assaut et de précision), CMS (fusils de précision), canonnerie et mortiers.
La gamme Tactical est composée de fusils et de carabines de type AR-15 à emprunt de gaz direct nommés TRV et déclinés en différentes versions (canons standards ou courts) et dans différents calibres comme le 5.56x45mm OTAN, le 7.62x39mm russe ou le .300BlackOut. Le boîtier des armes est usiné en aluminium 7075-T6.  Les TRV disposent d'une crosse réglable ajustable en longueur, de garde-mains dotés d'un système key-mod, d'un rails Picatinny sur le dos du boîtier de culasse et d'une ergonomie calquée sur les AR-15. 
La gamme TRV comprend également des fusils de précision dénommés TRV700 dont le mécanisme à verrou est inspiré de celui du Remington 700 et monté sur un châssis conçu par Gun Warrior. Les TRV700 sont disponibles dans de nombreux calibres comme le .308 Winchester, le 6.5mm Creedmoor ou le 6x47mm Lapua.  

## Utilisateurs
Afrique du Sud : L'armée et la police sud-africaines utilisent des fusils de précision Truvelo. 
 Libye : Des fusils de précision ont été livrés à la Libye en 2009. Ces armes sont aujourd'hui utilisées dans la guerre civile libyenne,. 
 Nigéria :  Des fusils de précision CMS chambrés en .50BMG sont en service dans l'armée nigériane. 

## Culture populaire
Les productions de Truvelo sont assez peu présentes dans les médias, à l'exception du Neostead dont la silhouette futuriste est appréciée dans les jeux vidéos.
Ce fusil à pompe apparait ainsi dans les deux épisodes de Battlefield : Bad Company ou le jeu de science-fiction Control.
Certains des fusils de précision Truvelo peuvent être aperçus dans les films Sniper : Reloaded et Chappie ainsi que la deuxième saison de la série télévisée Strike Back.
Le CMS chambré en 20x42mm apparaît dans le jeu vidéo multijoueur Warface.